# Australia Cup
L'Australia Cup, nota in passato come FFA Cup, è la coppa nazionale australiana. La competizione, a cadenza annuale, è organizzata dalla Federazione calcistica dell'Australia a partire dal 2014 e la squadra vincitrice ottiene la qualificazione all'AFC Champions League.

## Storia
L'Australia ha una lunga tradizione di competizioni calcistiche a eliminazione diretta disputate su base regionale ma una competizione a livello nazionale che raccogliesse le squadre di tutti i livelli del sistema di leghe calcistiche australiane ha sempre visto molti problemi per la sua creazione. In precedenza l'unica competizione a eliminazione diretta disputata a livello nazionale è stata l'Australian Cup nata nel 1962 e disputata per sette stagioni prima di essere abolita nel 1968. Nel 1977, in parallelo allo sviluppo della National Soccer League, venne creata la NSL Cup a cui però partecipavano i soli club del massimo campionato e dopo essere stata spostata nel periodo estivo fu cancellata dopo l'edizione del 1996. Una nuova competizione riservata ai soli club del massimo campionato, la A-League Pre-Season Challange Cup, fu creata in seguito alla nascita della A-League nel 2005 ma dopo solo 4 edizioni fu cancellata.
La FFA Cup inizialmente sarebbe dovuta cominciare nel 2013 ma, in seguito a diversi ritardi e posticipazioni, è stata rimandata a data da destinarsi a causa delle difficoltà nello stipulare un contratto di copertura televisiva e per la continua crescita dei costi previsti. In seguito alla firma del contratto di copertura televisiva l'amministratore delegato della FFA Frank Lowy ha dichiarato che il lancio della FFA Cup sarebbe stato posticipato fino al 2015. Il 13 febbraio 2013 il CEO della FFA David Gallop ha confermato che la FFA Cup era in fase di sviluppo ma non sarebbe partita prima del 2015 per dare la priorità al campionato del mondo 2014 e alla coppa d'Asia 2015 oltre che allo sviluppo della A-League e delle National Premier Leagues, nonostante ciò lo stesso Gallop in seguito ha affermato di sperare che la FFA Cup potesse partire già nel 2014. Il 29 agosto 2013 viene annunciato che la FFA Cup sarebbe stata lanciata nel 2014 e il 24 febbraio 2014 la competizione viene ufficialmente presentata.
A partire dall'edizione 2022 ha assunto la denominazione di Australia Cup.

## Formato
La competizione vera e propria comincerà dai sedicesimi quando entreranno in gioco le squadre della A-League Men che verranno accoppiate con le squadre provenienti dai turni precedenti. Le partite in caso di pareggio nei 90 minuti saranno decise dai tempi supplementari ed eventualmente dai tiri di rigore. Con il proseguire della competizione verrà fatto un nuovo sorteggio per ogni turno fino alle semifinali in modo da permettere anche ai club provenienti dai campionati di livello inferiore di avanzare nella competizione, inoltre il sorteggio determinerà quale club disputerà la partita in casa.
Per ridurre l'impatto portato dalla coppa d'Asia 2015, che venne ospitata in Australia, sulla stagione 2014-2015 della A-League la finale si disputò in data feriale il 16 dicembre 2014 mentre a partire dall'edizione 2015-2016 la finale verrà disputata in una giornata festiva per enfatizzare l'importanza della finale stessa.

## Albo d'oro
| Stagione | Vincitore                                                     | Risultato                                                     | Finalista                                                     | Stadio della finale                                           |
| -------- | ------------------------------------------------------------- | ------------------------------------------------------------- | ------------------------------------------------------------- | ------------------------------------------------------------- |
| 2014     | Adelaide Utd                                                  | 1 - 0                                                         | Perth Glory                                                   | Hindmarsh Stadium, Adelaide                                   |
| 2015     | Melbourne Victory                                             | 2 - 0                                                         | Perth Glory                                                   | AAMI Park, Melbourne                                          |
| 2016     | Melbourne City                                                | 1 - 0                                                         | Sydney FC                                                     | AAMI Park, Melbourne                                          |
| 2017     | Sydney FC                                                     | 2 - 1 (dts)                                                   | Adelaide Utd                                                  | Allianz Stadium, Sydney                                       |
| 2018     | Adelaide Utd                                                  | 2 - 1                                                         | Sydney FC                                                     | Hindmarsh Stadium, Adelaide                                   |
| 2019     | Adelaide Utd                                                  | 4 - 0                                                         | Melbourne City                                                | Hindmarsh Stadium, Adelaide                                   |
| 2020     | Edizione Cancellata per la Pandemia di COVID-19 del 2019-2022 | Edizione Cancellata per la Pandemia di COVID-19 del 2019-2022 | Edizione Cancellata per la Pandemia di COVID-19 del 2019-2022 | Edizione Cancellata per la Pandemia di COVID-19 del 2019-2022 |
| 2021     | Melbourne Victory                                             | 2 - 1                                                         | C.C. Mariners                                                 | AAMI Park, Melbourne                                          |
| 2022     | Macarthur                                                     | 2 - 0                                                         | Sydney Utd 58                                                 | CommBank Stadium, Sydney                                      |
| 2023     | Sydney FC                                                     | 3 - 1                                                         | Brisbane Roar                                                 | Allianz Stadium, Sydney                                       |
| 2024     | Macarthur                                                     | 1 - 0                                                         | Melbourne Victory                                             | Melbourne Rectangular Stadium, Melbourne                      |

### Titoli e partecipazioni
| Club              | Vittorie | Stagioni         | finalista | Stagioni finalista |
| ----------------- | -------- | ---------------- | --------- | ------------------ |
| Adelaide Utd      | 3        | 2014, 2018, 2019 | 1         | 2017               |
| Sydney FC         | 2        | 2017, 2023       | 2         | 2016, 2018         |
| Melbourne Victory | 2        | 2015, 2021       | 1         | 2024               |
| Macarthur         | 2        | 2022, 2024       | -         |                    |
| Melbourne City    | 1        | 2016             | 1         | 2019               |
| Perth Glory       | -        |                  | 2         | 2014, 2015         |
| C.C. Mariners     | -        |                  | 1         | 2021               |
| Sydney Utd 58     | -        |                  | 1         | 2022               |
| Brisbane Roar     | -        |                  | 1         | 2023               |